# Synagoga w Szefaram
Synagoga w Szefaram – starożytna synagoga znajdująca się w miejscowości Szefaram na północny Izraela.

## Historia
Dokładna data wybudowania synagogi w Szefaram nie jest znana. Pierwsze informacje o niej pochodzą z drugiej połowy XVIII wieku, kiedy to beduiński przywódca Dhaher al-Omar pozwolił Żydom powrócić do miasta i odremontować istniejący tam od XVII wieku stary dom modlitwy. Na czele gminy żydowskiej stanął wówczas rabin Chaim Abulafia. W 1845 roku Rabin Josef Schwarz odnotował w książce „Descriptive Geography and Brief Historical Sketch of Palestine”, że w mieście Szefaram żyło „około trzydziestu rodzin żydowskich, którzy mieli starą synagogę.” Ostatni Żyd opuścił miasto w 1920 roku. W następnych latach opuszczony budynek synagogi zaczął popadać w coraz większą ruinę. W 1988 roku synagoga została otwarta po pracach renowacyjnych wykonanych przez wolontariuszy z szeregów policji. Klucze do budynku przekazano miejscowym muzułmanom, którzy traktowali ją z odpowiednim szacunkiem. Podczas intifady Al-Aksa w październiku 2000 roku młodzi Arabowie usiłowali spalić synagogę, jednak burmistrz miasta Ursan Jassin nie pozwolił im na to.